# Tricyrtis formosana
Espèce
Classification phylogénétique
Tricyrtis formosana est une espèce de plantes de la famille des Liliacées originaires d'Asie (Taïwan).
Comme les espèces de ce genre, cette plante est souvent dénommée Lis crapaud.
Nom chinois : 台湾油点草

## Description
Tricyrtis formosana est une plante herbacée pérenne pouvant atteindre 80 cm de haut.
Le feuillage de cette espèce est persistant. La tige florale est érigée. Les fleurs sont en racèmes bifurqués.
Sa floraison dure de l'été à l'automne : juillet à fin septembre.
Comme pour le genre, la fleur est composée de six sépales : trois extérieurs avec sept nervures, trois intérieurs avec cinq nervures.
Elle porte six étamines. Son pistil, triloculaire, tubulaire, est profondément divisé à sa moitié supérieure où chaque partie est perpendiculaire à l'axe du pistil sur une importante longueur (du tiers à la moitié de la longueur totale du pistil) et avec l'extrémité recourbée.
Les ovaires sont glabres et les périanthes et pédicelles sont, eux, couverts de poils hirsutes et glandulifères (caractéristiques de l'espèce).
Les graines, nombreuses par locule, sont brunes, de petite taille et aplaties.
À l'identique de tout le genre, elle compte 2 × n = 26 chromosomes.

## Distribution
Comme les espèces du genre, Tricyrtis formosana est originaire d'Asie, en particulier de Taiwan. Sa large utilisation ornementale l'a répandue à l'ensemble des pays à climat tempéré, en particulier en France.
Elle affectionne les terrains humides ombragés.

## Historique et position taxinomique
Un échantillon en provenance de Taiwan et collecté par Thomas Oldham est décrit en 1879 par John Gilbert Baker sous le nom de Tricyrtis formosana.
En 1891, Carl Ernst Otto Kuntze se remémore la description du genre Compsoa par David Don, constate l'antériorité de cette dénomination sur celle du genre Tricyrtis de Nathaniel Wallich et donc la renomme Compsoa formosana (Thunb.) Kuntze.
Un exemplaire en provenance des Philippines (Mindanao) est décrit en 1974 par Hermes G. Gutiérrez sous le nom Tricyrtis imeldae H.G.Gut.. Hiroshi Takahashi en 1980, R.A.Q. Flores en 1997 et Ching-I Peng, Choon-Lin Tiang et Tsai-Wen Hsu en 2007 considèrent qu'il s'agit d'un synonyme de Tricyrtis formosana.
Cette espèce compte donc deux synonymes :
- Compsoa formosana (Thunb.) Kuntze (1891)
- Tricyrtis imeldae H.G.Gut. (1868)

Par ailleurs, plusieurs variétés botaniques sont reconnues, dont certaines sont des synonymes :
- Tricyrtis formosana fo. amethystina (Masam.) T.Shimizu (1962) : voir Tricyrtis lasiocarpa Matsum.
- Tricyrtis formosana var. amethystina Masam. (1930) : voir Tricyrtis lasiocarpa Matsum.
- Tricyrtis formosana fo. glandosa Simizu (1962) : voir Tricyrtis formosana var. glandosa (Simizu) T.S.Liu & S.S.Ying
- Tricyrtis formosana var. glandosa (Simizu) T.S.Liu & S.S.Ying (1978)
- Tricyrtis formosana var. grandiflora S.S. Ying (1988)
- Tricyrtis formosana var. kotoensis (G.W.Rob.) Sato (1939)
- Tricyrtis formosana var. lasiocarpa (Matsum.) Masam. (1930) : voir Tricyrtis lasiocarpa Matsum.
- Tricyrtis formosana var. ovatifolia (S.S. Ying) S.S.Ying (2000)
- Tricyrtis formosana var. stolonifera (Matsum.) Masam. (1930) : voir Tricyrtis stolonifera Matsum.

## Utilisation
Pour la qualité de sa floraison et son adaptation aux situations ombragées,  l'usage ornemental de cette espèce s'est très largement répandu. De nombreuses variétés horticoles sont maintenant disponibles dont :
- Tricyrtis formosana 'Dark Beauty' - variété aux fleurs violet-rose foncé
- Tricyrtis formosana 'Dark Form' - variété aux fleurs rose-mauve
- Tricyrtis formosana 'Empress' - variété aux fleurs blanches largement ponctuées de bordeaux
- Tricyrtis formosana 'Gilt Edge' - variété au feuillage marginé de crème aux fleurs rose, au centre blanc, picotée de rose foncé
- Tricyrtis formosana 'Hakushû' - variété aux fleurs blanches légèrement piquetées de poupres
- Tricyrtis formosana 'Pink Freckles' - variété aux fleurs blanc-lilas ponctuées de bordeaux
- Tricyrtis formosana 'Samourai' - variété au feuillage vert liseré d'or et aux fleurs pourpre/grenat
- Tricyrtis formosana 'Spotted toad' - variété à feuillage vert-foncé ponctué de taches sombres
- Tricyrtis formosana 'Tiny toad' - variété naine

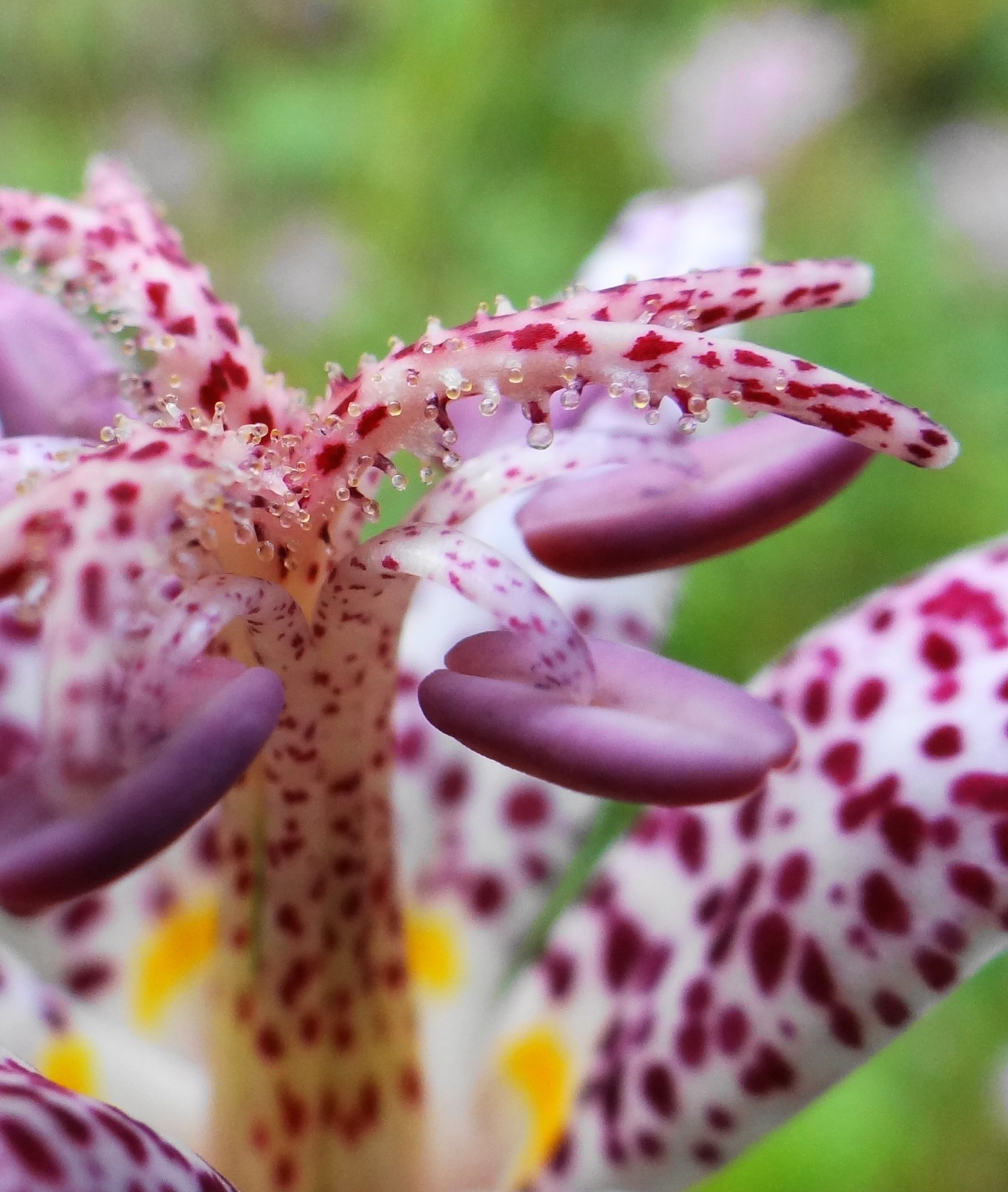
Détail d'une fleur
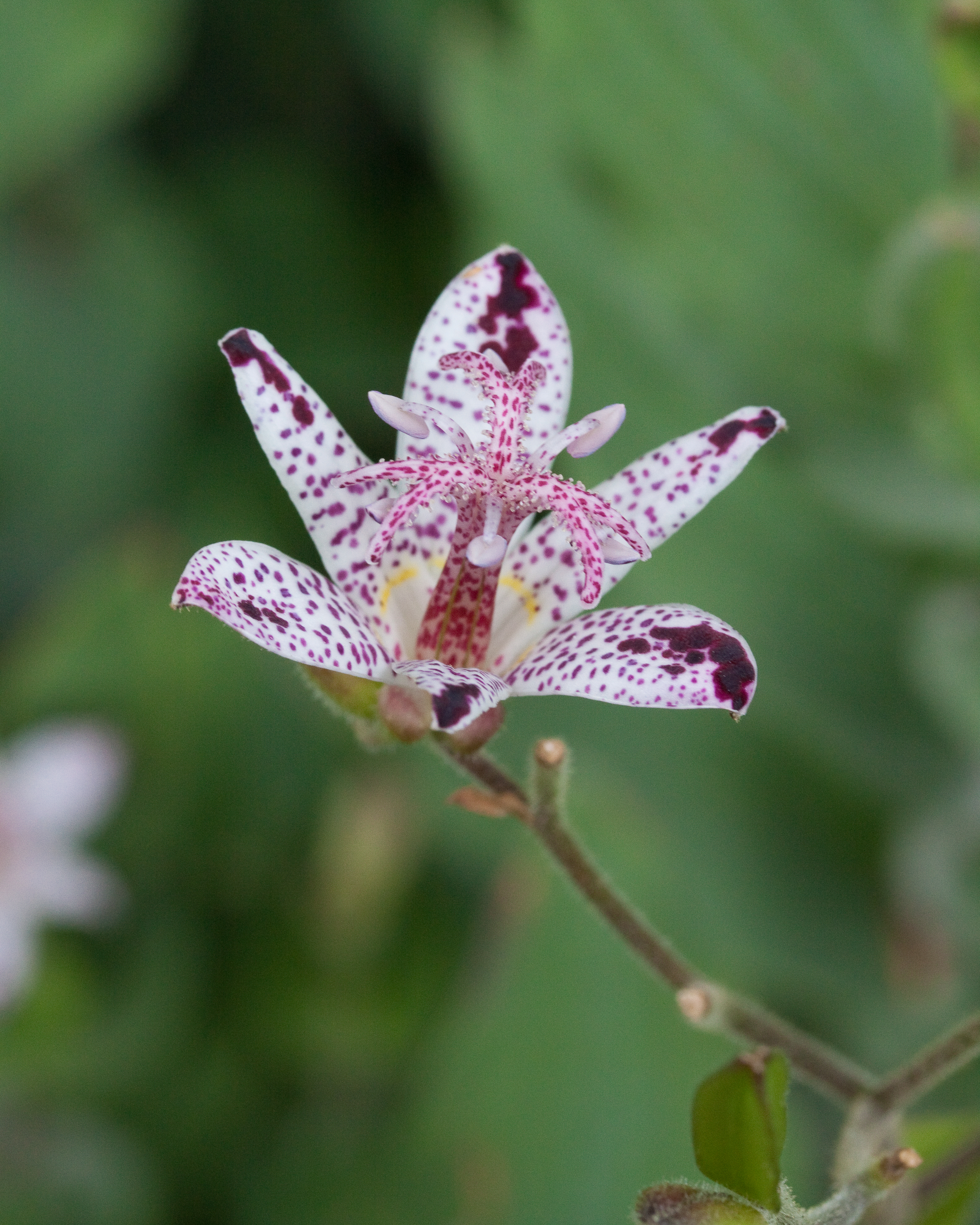
Fleur
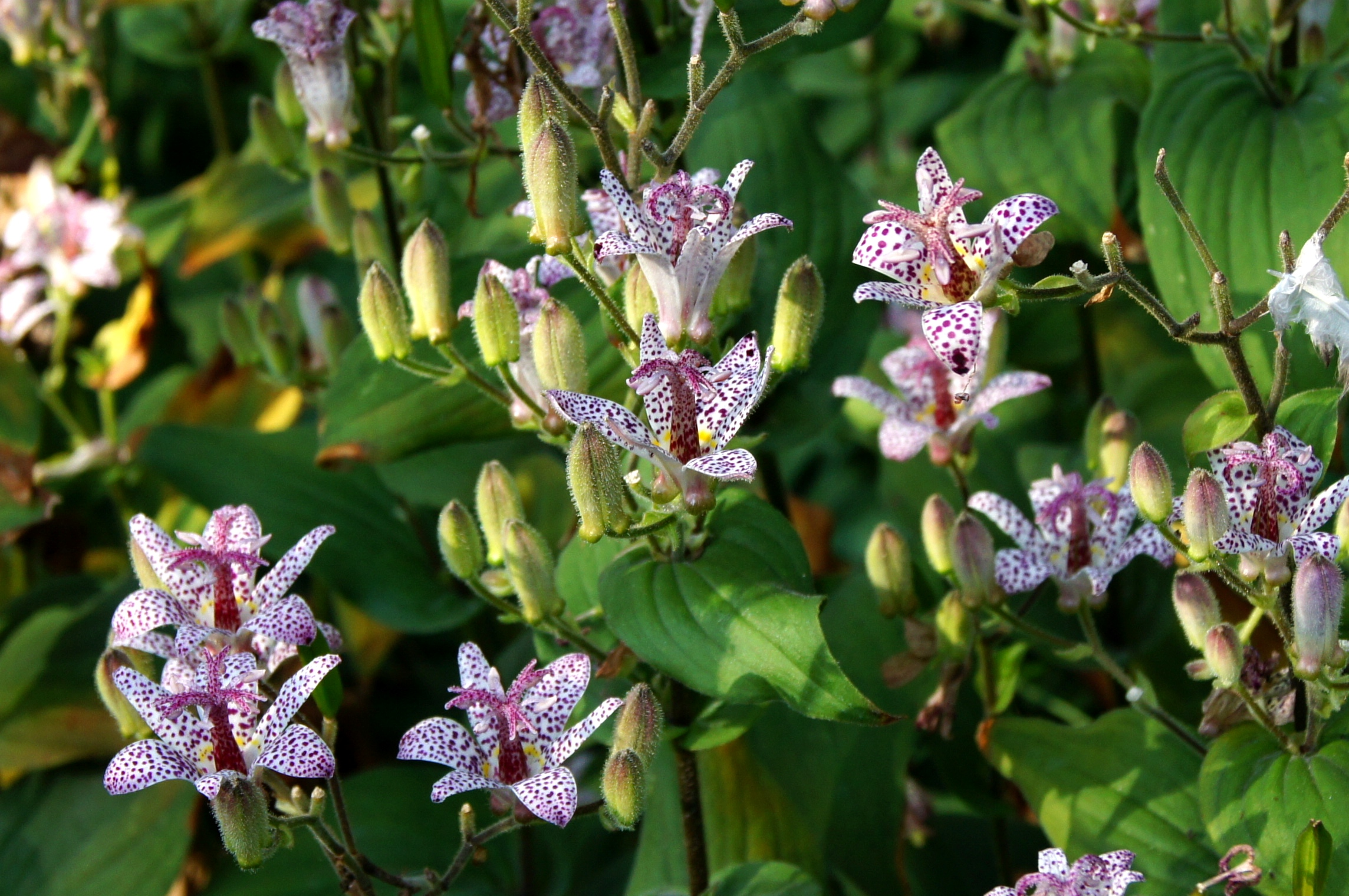
Fleurs
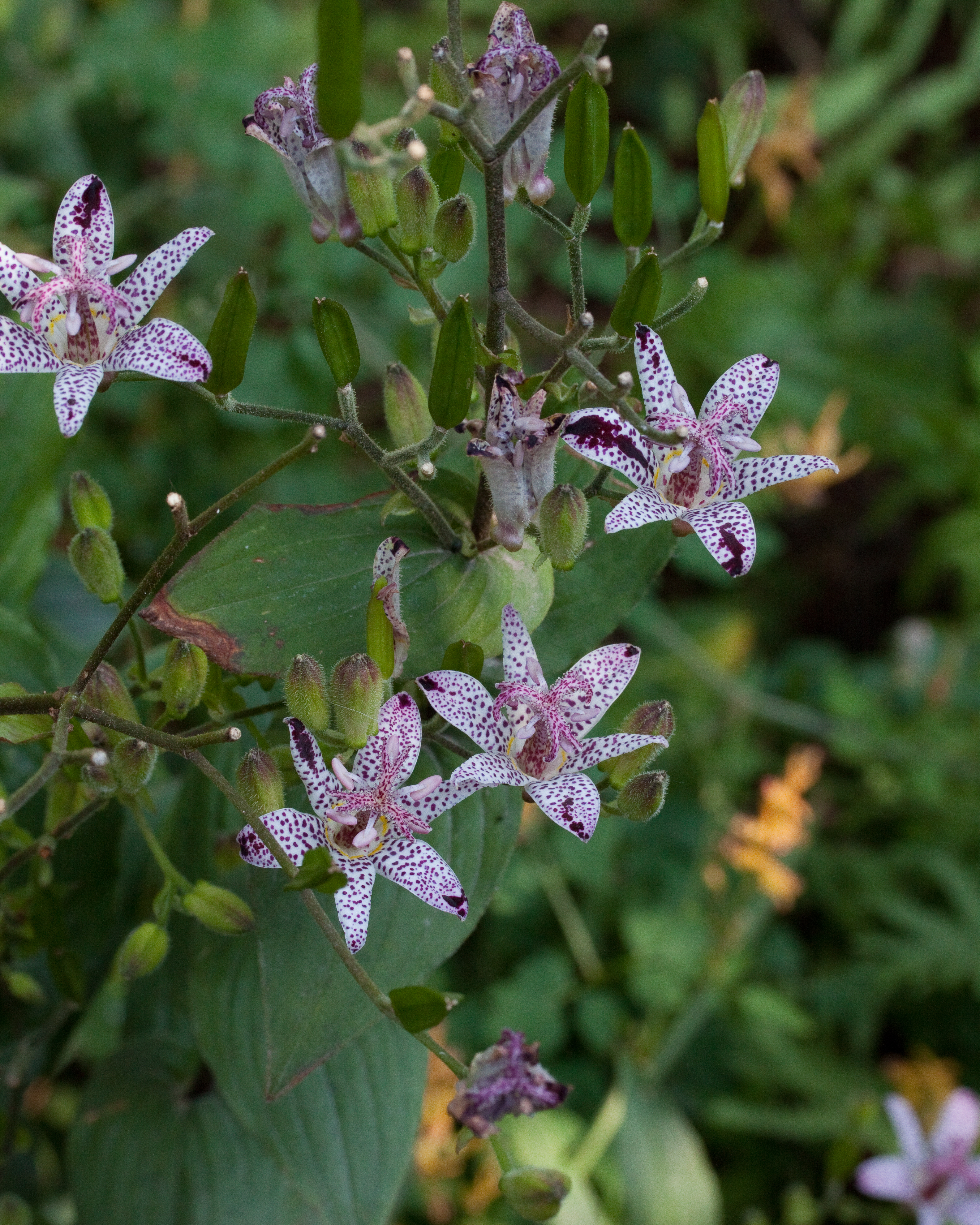
Fleurs